# Lo vas a olvidar
Lo vas a olvidar è un singolo della cantante statunitense Billie Eilish e della cantante spagnola Rosalía, pubblicato il 21 gennaio 2021 come parte dalla colonna sonora della prima stagione della serie televisiva Euphoria.

## Pubblicazione
Il 26 febbraio 2019, in un'intervista a BBC Radio 1, Eilish aveva dichiarato che aveva effettuato alcune sessioni in studio con Rosalía, tuttavia la canzone è rimasta incompleta per tutto il resto dell'anno a causa degli impegni di Eilish con il When We All Fall Asleep Tour. La produzione del brano è poi ricominciata ad aprile 2020 ed è terminata nel mese di giugno. Le due artiste hanno infine annunciato la pubblicazione del brano il 19 gennaio 2021 attraverso i loro canali social.

## Video musicale
Il video musicale, diretto da Nabil Elderkin, è stato reso disponibile sul canale YouTube di Eilish in concomitanza con l'uscita del singolo.

## Tracce
Testi e musiche di Rosalía Vila Tobella, Billie Eilish O'Connell, Finneas O'Connell e Pablo Díaz-Reixa.
1. Lo vas a olvidar – 3:23

## Formazione
Musicisti
- Billie Eilish – voce
- Rosalía – voce
- Finneas O'Connell – basso, percussioni, pianoforte, sintetizzatore

Produzione
- Finneas O'Connell – produzione, programmazione
- Dave Kutch – mastering
- Rob Kinelski – missaggio

## Classifiche
| Classifica (2021) | Posizione massima |
| ----------------- | ----------------- |
| Argentina         | 100               |
| Austria           | 37                |
| Belgio (Fiandre)  | 43                |
| Belgio (Vallonia) | 70                |
| Canada            | 50                |
| Francia           | 78                |
| Germania          | 63                |
| Grecia            | 19                |
| Irlanda           | 23                |
| Islanda           | 39                |
| Italia            | 74                |
| Lituania          | 6                 |
| Norvegia          | 22                |
| Paesi Bassi       | 50                |
| Portogallo        | 12                |
| Regno Unito       | 35                |
| Repubblica Ceca   | 4                 |
| Romania           | 87                |
| Slovacchia        | 15                |
| Spagna            | 15                |
| Stati Uniti       | 62                |
| Svezia            | 37                |
| Svizzera          | 10                |
| Ungheria          | 28                |